# Carla Carrón
Carla Carrón Muiña (Arzúa, 2 de julio de 2005) es una deportista española que compite en natación, especialista en el estilo libre. Ganó una medalla de bronce en el Campeonato Mundial Junior de Natación de 2022, en la prueba de 800 m libre.